# Amanda Abbington
Amanda Abbington, född Amanda Jane Smith den 28 februari 1974, är en brittisk skådespelare. 
Hon debuterade som skådespelare 1993 och har bland annat spelat rollen som Miss Mardle i TV-serien Mr Selfridge och Mary Morstan i BBC-serien Sherlock.
Mellan år 2000 och 2016 hade hon en relation med skådespelaren Martin Freeman. Paret har två barn tillsammans. Abbington och Freeman har spelat mot varandra flera gånger, bland annat i Sherlock.

## Filmografi i urval
- 2010 – Married Single Other (TV-serie)
- 2011–2013 – Brottsplats Edinburgh (TV-serie)
- 2013–2016 – Mr Selfridge (TV-serie)
- 2014–2017 – Sherlock (TV-serie)